# John Miszuk
John Stanley Miszuk, właśc. Jan Miszuk (ur. 29 września 1940 w Nalibokach, zm. 27 lipca 2025 w Hamilton) – kanadyjski hokeista pochodzenia polskiego.

## Kariera
- Hamilton Tiger Cubs (1958-1960)
- Hamilton Red Wings (1960-1961)
- Edmonton Flyers (1961-1963)
- Pittsburgh Hornets (1963)
- Detroit Red Wings (1963-1964)
- Pittsburgh Hornets (1964)
- Buffalo Bisons (1964-1965)
- Chicago Blackhawks (1965)
- St. Louis Braves (1965-1967)
- Philadelphia Flyers (1967-1969)
- Minnesota North Stars (1969-1970)
- Iowa Stars (1969-1970)
- San Diego Gulls (1970-1974)
- Michigan Stags/Baltimore Blades (1974-1975)
- Calgary Cowboys (1975-1977)
- San Francisco Shamrocks (1977-1978)
- San Diego Hawks (1978-1979)

Miszuk w dzieciństwie został wraz z rodziną wysiedlony na teren Niemiec, a po wojnie wyjechał do Kanady, gdzie wkrótce rozpoczął grę w klubie Hamilton Tigers Cubs. W sezonie 1963/1964 zadebiutował w lidze NHL w klubie Detroit Red Wings. Występował również w zespołach: Chicago Blackhawks, Philadelphia Flyers oraz Minnesota North Stars. W NHL rozegrał pięć sezonów. Zakończył karierę w 1979 roku.

## Sukcesy
- Clarence S. Campbell Bowl: 1968 z Philadelphia Flyers
- Mistrz Dywizji NHL: 1968 z Philadelphia Flyers